# Galàxia fosca

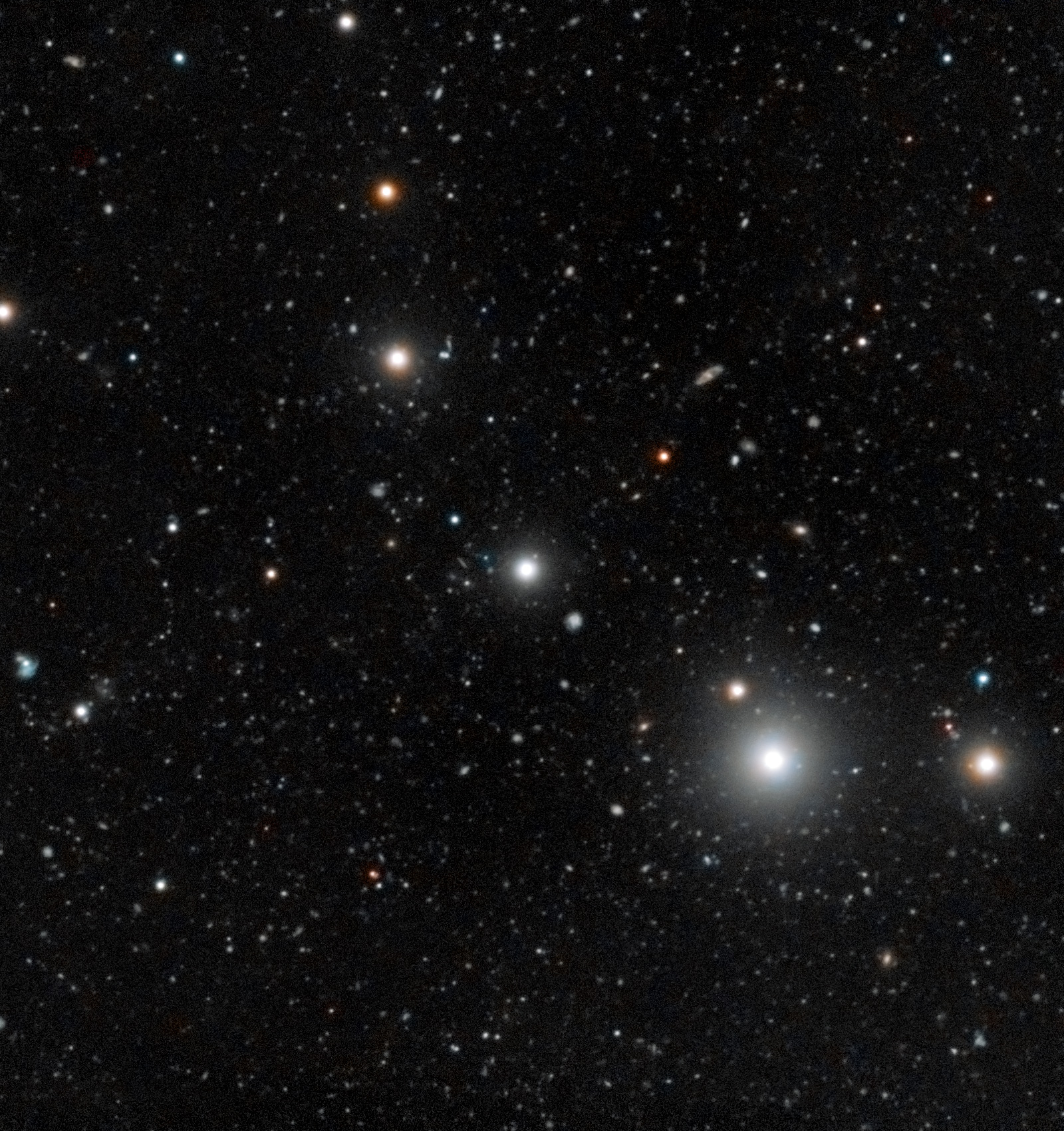
El quàsar HE 0109-3518 prop del centre de la imatge. La radiació energètica del quàsar fa brillar les galàxies fosques

Una galàxia fosca és una tipus de galàxia hipotètica composta de matèria fosca. Les galàxies fosques reben aquest nom perquè no tenen estrelles detectables i són teòricament invisibles. No poden generar estrelles perquè la seva densitat de gas és massa baixa. Alguns científics han teoritzat que les galàxies fosques eren comunes en les primeres etapes de l'univers. Originàriament, aquestes galàxies tingueren problemes per a crear estrelles per la seva densitat, però amb el temps començaren a crea-ne. Alguns científics conjecturen l'existència de galàxies fosques per donar suport a les teories basades en altres cossos celestes ben estudiats.
Hi ha alguna evidència experimental per a corroborar l'existència de galàxies fosques, tot i que no concloent. S'ha proposat un mitjà de seguiment de les galàxies nanes fosques que haurien d'orbitar la Via Làctia, en haver-ne trobat l'evidència d'una.

## Observació
Els astrònoms sospitaren que hi havia una galàxia invisible en observar la galàxia Messier 99. Aquesta galàxia insòlita sembla una companya en una col·lisió còsmica. L'única prova és que el gas s'està desviant en un corrent tènue i un dels braços espirals s'està estirant. L'altra companya de col·lisió no es pot veure. Els investigadors calcularen que un objecte amb una massa de 1011 masses solars passà molt a prop de NGC 4254 en els últims t 100 milions d'anys creant el corrent de gas i estripant-ne un dels braços. Aquest fou un dels indicis que permeté pensar que una galàxia de matèria fosca invisible podria estar-hi a prop.

## Història
W. J. Sidis predigué el 1925 l'existència de galàxies fosques i digué que consistien en estrelles fosques: "La nostra consideració prèvia de la producció d'energia radiant d'estrelles indica que aquesta producció d'energia radiant només és possible allà on se segueix la segona llei de la termodinàmica, això és, en una secció positiva de l'univers. En una secció negativa de l'univers, tindria lloc el procés invers; específicament, l'espai està ple d'energia radiant, suposadament produïda en la secció positiva de l'espai, i les estrelles usen aquesta energia radiant per a construir nivells de calor més alts. Tota l'energia radiant d'aquesta secció de l'espai tendiria a ser absorbida per les estrelles, les quals constituirien llavors cossos perfectament negres; i molt poca energia radiant es produiria en aquesta secció de l'espai, però vindria principalment de més enllà dels límits de la superfície. La poca energia radiant que es produiria en la secció negativa de l'espai seria pseudoteleològicament dirigida només cap estrelles amb prou activitat com per a absorbir-la, i cap energia radiant, o quasi gens, escaparia de la secció negativa de l'espai. La particularitat del límit de la superfície entre les seccions negativa i positiva de l'espai, llavors, és que pràcticament tota la llum que el creua, el creua en una sola direcció, principalment, de la part positiva a la negativa. Si fóssim a la part positiva, com sembla el cas, llavors no podríem veure més enllà d'aquesta superfície, encara que fàcilment tindríem proves gravitatòries o altres proves de l'existència de cossos més enllà d'aquesta superfície."

## Origen
L'any 2000, es trobà un núvol de gas, el VIRGOHI21 i es començà a buscar una teoria per explicar el que era i/o per què podia causar tanta atracció gravitatòria en la galàxia NGC 4254. Després d'anys de possibles explicacions, alguns científics conclogueren que VIRGOHI21 era una galàxia fosca, a causa de l'efecte que tenia sobre NGC 4254.

## Mida
La mida real d'una galàxia fosca no es coneix, perquè no es pot veure amb un telescopi normal. Hi ha diferents estimacions de la mida de les galàxies fosques. Dues possibles mides podrien ser el doble de la mida de la Via Làctia o la mida d'un petit quàsar.

## Estructura
Les galàxies fosques es componen de matèria fosca. A més, les galàxies fosques estan teòricament compostes d'hidrogen i pols. Alguns científics recolzen la idea que les galàxies fosques poden contenir estrelles. Encara que la composició exacta de les galàxies fosques es desconeix perquè no hi ha una forma concloent de veure-la, això no obstant, els astrònoms estimen que la massa de gas en aquestes galàxies és aproximadament 1.000 milions de vegades la del Sol.

## Mètodes d'observació
Les galàxies fosques no contenen estrelles visibles, i són invisibles en els telescopis òptics. Un estudi actual, anomenat Arecibo Galaxy Environment Survey (AGES), usa el radiotelescopi d'Arecibo per a recerca de galàxies fosques, les quals es preveu que continguin quantitats detectables d'hidrogen neutre. El radiotelescopi d'Arecibo és útil perquè és capaç de detectar les emissions d'aquest hidrogen neutre, específicament la línia de 21 cm.

## Teories alternatives
Encara no hi ha una explicació científica per a alguns esdeveniments, per tant, s'utilitza la idea d'una galàxia fosca per a explicar aquests fenòmens. Alguns científics pensen que les galàxies fosques són, de fet, galàxies noves en formació. Un d'aquests candidats seria el cúmul de la Verge. Aquest cúmul conté molt poques estrelles; això no obstant, actualment, es pensa que es tracta d'una galàxia en formació.
Martin Haehnel, de l'Institut Kavli de Cosmologia de la Universitat de Cambridge, afirma que el precursor de la Via Làctia fou, de fet, una galàxia molt més petita i brillant que s'hauria fusionat amb galàxies fosques properes per formar l'actual Via Làctia. Sebastian Cantalupo, de la Universitat de Califòrnia, Santa Cruz, creu que les galàxies fosques són els maons de les galàxies convencionals i afegeix: "en la teoria de la formació de les galàxies actual, creiem que les grans galàxies es formen a partir de la unió de galàxies més petites. Les galàxies fosques donen, a les galàxies grans, grans quantitats de gas, la qual cosa accelera la formació d'estrelles en les galàxies més grans."

## Possibles galàxies fosques

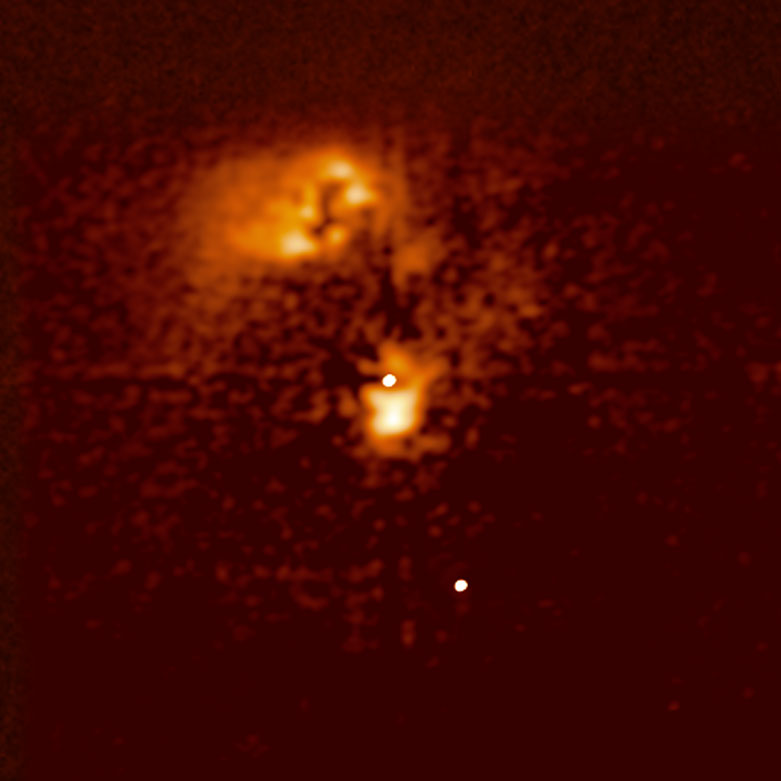
Imatge del quàsar HE0450-2958 presa pel telescopi espacial Hubble. L'objecte està situat prop del centre de la imatge. No s'hi troba cap galàxia hostessa. A la part superior, es veu una galàxia i l'objecte de la part inferior dreta és una estrella

### HE0450-2958
HE0450-2958 és un quàsar inusual que té grans desplaçaments cap al roig. HE0450-2958 no té una galàxia hostessa (una galàxia al voltant del quàsar) visible al seu voltant, i per tant, s'ha suggerit que podria tractar-se d'una galàxia fosca en la qual hi ha un quàsar actiu. Això no obstant, observacions posteriors han revelat que és probable que hi hagi una galàxia hostessa present.

### HVC 127-41-330
HVC 127-41-330 és un núvol que rota a gran velocitat entre la Gran galàxia d'Andròmeda i la galàxia del Triangle. L'astrònom Josh Simon considera aquest núvol una galàxia fosca per la velocitat de la seva rotació i la seva massa.

### VIRGOHI21
El descobriment de VIRGOHI21 es va anunciar l'any 2005, i va ser la primera candidata a ser una galàxia fosca autèntica. Es va trobar quan l'AGES mirava les ones de ràdio de longitud d'ona 21 cm emeses per l'hidrogen (H). La seva aparent dinàmica és incongruent amb les prediccions de la teoria de la dinàmica newtoniana modificada. Des de llavors, alguns investigadors han descartat la possibilitat que VIRGOHI21 sigui una galàxia fosca i creuen que, més aviat, es tracta d'una cua galàctica de la galàxia propera NGC 4254, la qual està patint pertorbacions gravitacionals en entrar al cúmul de la Verge.